# Nova Classic Rock
Nova Classic Rock is een Nederlands radiostation. Het was het eerste Haagse radiostation dat Classic Rock uitzond. Nova, zoals in de beginjaren de naam van het station was, werd in 1980 opgericht door John vd Zwan alias Johan de Groot. In 1982 werd het roer omgegooid door alleen maar Classic Rock te draaien. Door een samenwerking met de Haagse organisatie Caroline werden er door verschillende diskjockey's van Caroline programma's gemaakt als ze aan land - Den Haag - waren. Samantha Debios en Simon Barret waren wekelijks te horen op de 98,5 MHz. Nova Classic Rock was een speeltuin voor jocks zoals Peter Doolaard, Marco Meijer en Rob Stenders. 
Tegenwoordig is Nova Classic Rock alleen nog te beluisteren via internet.